# Grünhammer
Grünhammer ist ein Weiler in der nördlichen Oberpfalz und Ortsteil der Stadt Vohenstrauß. In dem Weiler leben etwa fünf Einwohner.

## Geographische Lage
Grünhammer liegt im Vorderen Oberpfälzer Wald am Ufer der Pfreimd, etwa 3 km südwestlich von Moosbach und 5 km südöstlich von Vohenstrauß.

## Geschichte
Grünhammer hieß ursprünglich „Hammer Altentreswitz“. Dieser Eisenhammer wurde bereits im 14. Jahrhundert erwähnt als Mitglied der Oberpfälzer Hammereinigung. 1380 verpflichtete sich der Hammer Altentreswitz zur Lieferung von einem Halbpfund Schieneisen.
Der Hammerherr von Altentreswitz verpflichtete sich 1534, das erzeugte Eisen an die Eisenhandelsgesellschaft nach Amberg zu liefern, von der er wiederum das Erz bezog. Im Jahr 1556 fertigte Altentreswitz für 700 Gulden Schienen. Das Firmenzeichen für Altentreswitz, mit dem das Eisen gekennzeichnet wurde, war eine „Hellparte in der Pann“ (Hellebarde in der Pfanne).
Im Salbuch von 1562 und in der Amtsbeschreibung von 1596 wurde Grünhammer unter der Bezeichnung Hammer Altentreswitz mit einem Anwesen Hammer mit Mühle verzeichnet. Die Zehntrechte hatte die Propstei Böhmischbruck. 1640 ist hier als Besitzer Peter de Grien eingetragen, auf ihn geht vermutlich die Umbenennung des Hammers Altentreswitz auf Grünhammer zurück. 1870 wird ein Schleif- und Polierwerk beim Hammergut Grünhammer eingerichtet, seit 1988 ist das ehemalige Glas-, Schleif- und Polierwerk ein Teilbetrieb des Drahtwerkes Waidhaus.
1782 gehörte Grünhammer zur Pfarrei Böhmischbruck.
Grünhammer gehörte zum 1808 gebildeten Steuerdistrikt Altentreswitz. Zu diesem gehörten neben Altentreswitz selbst Böhmischbruck, Kößing, Grünhammer und Wastlmühle.
Von 1808 bis 1830 gehörte Grünhammer zusammen mit Wastlmühle zur selbständigen Ruralgemeinde Altentreswitz.
1830 wurde diese zusammen mit Grünhammer, Wastlmühle, Kößing und Linglmühle in die Gemeinde Böhmischbruck eingegliedert.

### Einwohnerentwicklung
In den Volkszählungen von 1900 und 1925 wurden keine Einwohnerzahlen für Grünhammer ermittelt, gleichzeitig waren die ermittelten Einwohnerzahlen für Altentreswitz deutlich höher.
| Jahr | Einwohner | Gebäude |
| ---- | --------- | ------- |
| 1838 | 17        | 1       |
| 1885 | 101       | 3       |
| 1913 | 87        | 4       |
| 1950 | 113       | 5       |

| Jahr | Einwohner | Gebäude |
| ---- | --------- | ------- |
| 1961 | 44        | 4       |
| 1970 | 7         | k. A.   |
| 1987 | 23        | 3       |
| 2011 | 5         | k. A.   |